# Mondo Marcio

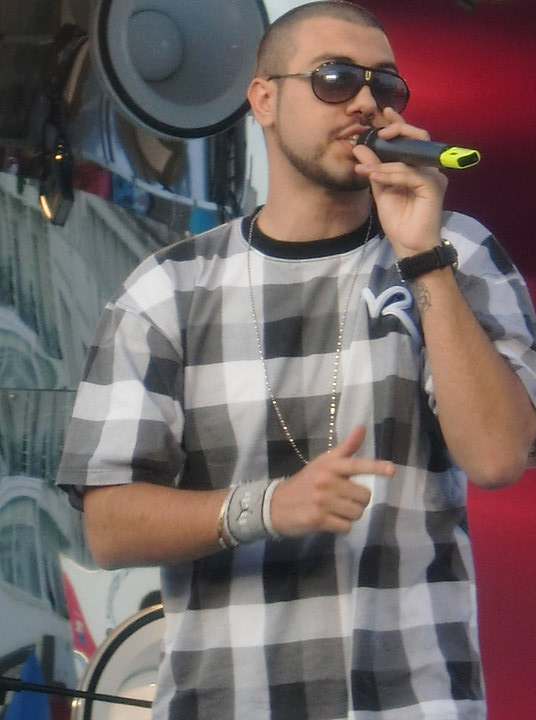
Mondo Marcio in Riccione 2010

Mondo Marcio (* 1. Dezember 1986 in Mailand als Gianmarco Marcello) ist ein italienischer Rapper und Musikproduzent.

## Biografie
Mondo Marcios musikalische Karriere begann, als der Rapper Bassi Maestro auf ihn aufmerksam wurde und ihn zu gemeinsamen ersten Featuring einlud. 2004 kam sein Debütalbum Mondo Marcio heraus. Features sind enthalten von Bassi Maestro, Ape, und Zampa. Im gleichen Jahr veröffentlicht er sein erstes Mixtape "Fuori di qua", auf dem u. a. Fabri Fibra vertreten ist. Ende 2005 wurde er beim Sub-Label Virgin Music unter Vertrag genommen.
Im Januar 2006 veröffentlichte er sein zweites Soloalbum Solo un uomo. Es folgte die Single-Auskopplung Dentro alla scatola, was ebenso wie das Album in den Charts in die Top Ten stieg. Zudem wurde noch Nessuna via d'uscita und Segui la stella als Single veröffentlicht. Im gleichen Jahr veröffentlicht er sein zweites Mixtape Nessuna via d’uscita.
Sein drittes Soloalbum mit dem Titel Generazione X erschien 2007 aber hatte weniger Erfolg als der Vorgänger und verkaufte sich über 25.000 Mal.
Im Frühjahr 2008 gründete Mondo Marcio ein eigenes Independent-Label, die Mondo Records wo er sein drittes Mixtape In cosa credi herausbrachte. 2010 erschien das vierte Soloalbum mit dem Titel Animale in gabbia.
2011 erschienen zwei kostenlose Mixtapes (Il fumo uccide und Puoi Fare Di Meglio) und das Mixtape Musica da serial killer um die Wartezeit zu verkürzen für sein fünftes Soloalbum, was 2012 erscheinen soll.
Am 3. August 2012 gab Mondo Marcio über sein Facebook-Profil bekannt, das sein fünftes Soloalbum Cose dell’altro mondo nun am 2. Oktober erscheinen wird. Die erste Single-Auskopplung ist das Lied Fight Rap und wurde bereits am 31. Juli veröffentlicht. Am 31. August folgte die zweite Single-Auskopplung Senza cuore und ein weiteres kostenloses Mixtape 4 conigli neri. Cose dell’altro mondo stieg in der 40. Kalenderwoche des Jahres 2012 für eine Woche auf Platz 2 in die italienischen Charts. Somit konnte Mondo Marcio zum ersten Mal in seiner Karriere den Sprung auf Platz 2 der italienischen Album-Charts schaffen.
Im Mai 2013 gab Mondo Marcio bekannt, das er am 25. Juni eine Special Edition von seinem Solo-Album Cose dell’altro mondo veröffentlichen wird. Auf dem Album werden 4 zusätzliche Bonus-Songs und das erste Solo-Album (Mondo Marcio) in einer überarbeiteten Version sein.

## Diskografie
Studioalben

| Jahr | Titel                        | Höchstplatzierung, Gesamtwochen, AuszeichnungChartplatzierungen (Jahr, Titel, Platzierungen, Wochen, Auszeichnungen, Anmerkungen) | Höchstplatzierung, Gesamtwochen, AuszeichnungChartplatzierungen (Jahr, Titel, Platzierungen, Wochen, Auszeichnungen, Anmerkungen) | Anmerkungen                           |
| Jahr | Titel                        | CH | IT | Anmerkungen                           |
| ---- | ---------------------------- | --- | --- | ------------------------------------- |
| 2004 | Mondo Marcio                 | — | — |                                       |
| 2006 | Solo un uomo                 | — | IT10 (20 Wo.)IT |                                       |
| 2006 | Solo un uomo (Gold Edition)  | — | IT13 (21 Wo.)IT |                                       |
| 2007 | Generazione X                | — | IT19 (11 Wo.)IT |                                       |
| 2010 | Animale in gabbia            | — | IT36 (4 Wo.)IT |                                       |
| 2012 | Cose dell’altro mondo        | — | IT2 (6 Wo.)IT |                                       |
| 2014 | Nella bocca della tigre      | — | IT4 (12 Wo.)IT |                                       |
| 2016 | La freschezza del marcio     | CH95 (1 Wo.)CH | IT4 (5 Wo.)IT |                                       |
| 2019 | Uomo!                        | — | IT5 (4 Wo.)IT |                                       |
| 2021 | My Beautiful Bloody Break Up | — | IT94 (1 Wo.)IT |                                       |
| 2022 | Magico                       | — | IT30 (1 Wo.)IT | Erstveröffentlichung: 7. Oktober 2022 |

## Auszeichnungen
MTV Hip Hop Awards
- 2012: in der Kategorie „Video of the Year“ für Senza cuore[7]